# Bromellite
La bromellite è un minerale. Minerale prismatico color carne scura fino a 2,5 mm con belle facce prismatiche. La bromellite è un ossido di berillio molto raro che si trova in soli 6 paesi e una manciata di depositi in tutto il mondo. Anche se piccolo, questo è a tutti gli effetti un ottimo cristallo in una matrice di mica verde, più simile a Clinochlore. La località è un'antica miniera di ferro. Identificato dal Dr. Igor Pekov.